# Giuseppe Greppi (filantropo)
Giuseppe Greppi (Bergamo, 1º gennaio 1826 – Bergamo, 1º giugno 1913) è stato un imprenditore e filantropo italiano.

## Biografia
Giuseppe Greppi nacque in una famiglia modesta residente in Piazza della Legna a Bergamo e presto rimase orfano di entrambi i genitori. Nel 1840 incontrò don Carlo Botta e don Francesco Macchi, che lo avviarono al ruolo di educatore e di filantropo. 

Nel 1843, entrò nella Compagnia dei maestri dell'Oratorio di Sant’Antonino e contemporaneamente subentrò al fratello Pietro, morto in giovane età, nella gestione di una legatoria e cartoleria che, trasferitasi nel 1892 in un ben attrezzato locale sito nell'antica via Sant'Alessandro, divenne un prospero negozio che forniva una vasta gamma di prodotti da scuola e da ufficio e che in seguito si sarebbe trasformato in una libreria. A cavallo tra il XIX e il XX secolo, Giuseppe Greppi finanziò la costruzione del complesso dell'Oratorio dell’Immacolata inaugurato l’8 dicembre 1903 e che comprende la chiesa omonima e il teatro (in seguito a lui dedicato) decorati in stile floreale e gotico dai pittori Giovanni e Domenico Zappettini e Francesco Domenighini in collaborazione con l’indoratore Viscardi e con altri artisti.. Una grande scritta indicava il significato didattico del grande tondo Il trionfo delle arti che adorna la volta del Teatro dell'Immacolata:
 Insieme all’’Oratorio furono istituiti la Scuola di canto e quelle serali e di disegno professionale (che fornivano vitto e alloggio ai bambini meno abbienti), la biblioteca, la sezione ginnastica In Robore Virtus (1906), la Società filodrammatica Silvio Pellico, il Circolo di cultura e di azione sociale Silvio Pellico (1910) cui successe il Circolo Culturale G. Greppi il 20 febbraio 1914; la Sezione alpina Contardo Ferrini con la residenza di Bratto (1922) e la Scuola e centro di pronto soccorso della Croce Bianca. 
Nel 1909, fondò il Patronato operaio San Vincenzo de' Paoli, in seguito diretto da don Bepo Vavassori. Rimasto scapolo, prima di morire, destinò i proventi del propeio negozio al finanziamento dell’oratorio e delle opere di carità del beato Luigi Palazzolo, fondatore della dell'Istituto delle Suore delle Poverelle. L'Associazione Sala Greppi ha ospitato nel teatro concerti e rappresentazioni sceniche organizzate in collaborazione con le principali istituzioni musicali e artistiche cittadine. Nel 1904, gli è stata conferita la croce Pro Pontefie et Ecclesai come visibile segno e onorato ricordo della benevolenza pontificia. Alla fine della prima guerra mondiale, la sua salma è stata traslata dal Civico cimitero di Bergamo nella chiesa dell’Oratorio dell’Immacolata e nel 1926 gli è stata intitolata la via dove ha sede tale organizzazione.

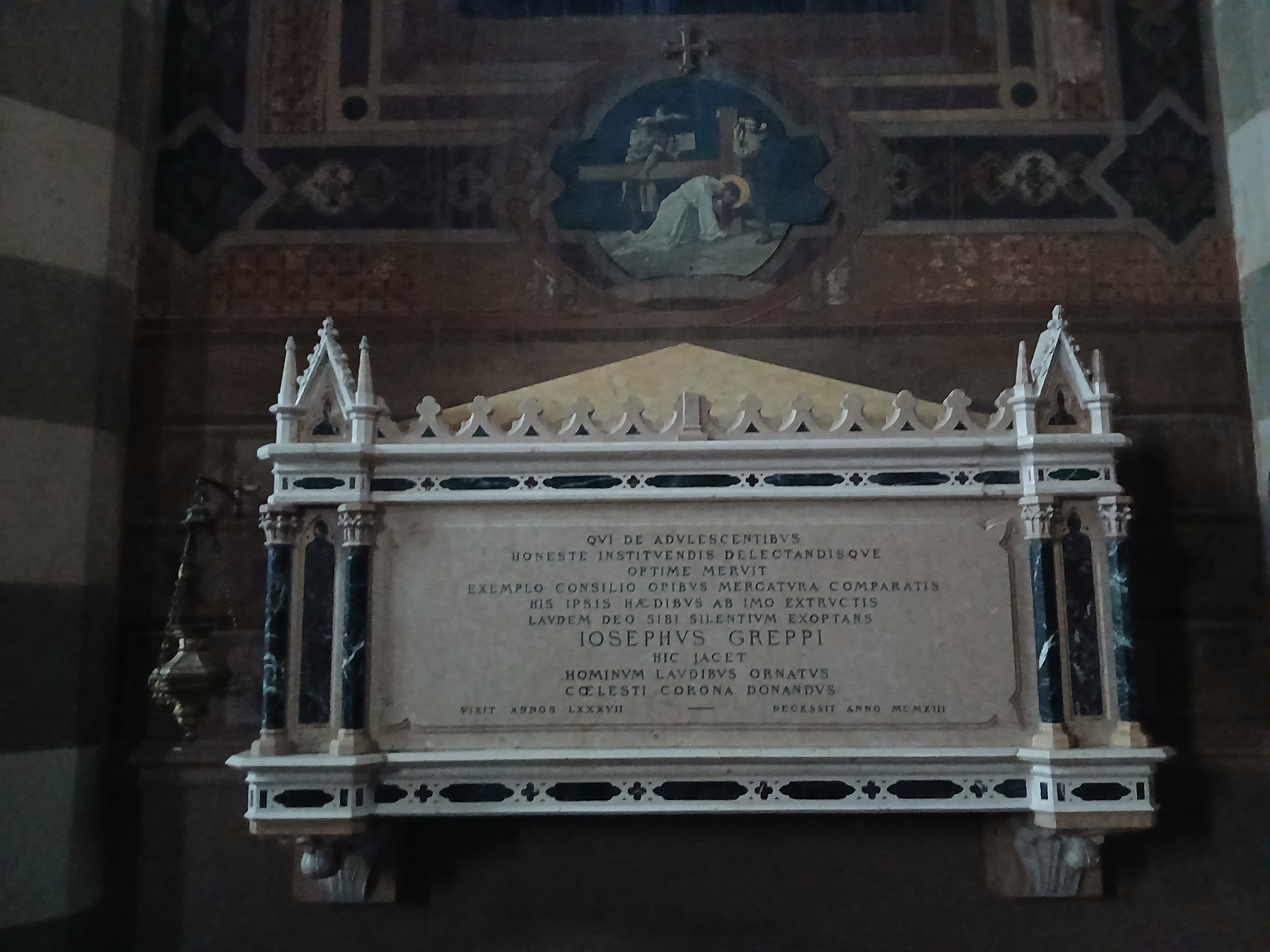

## Bibliografia

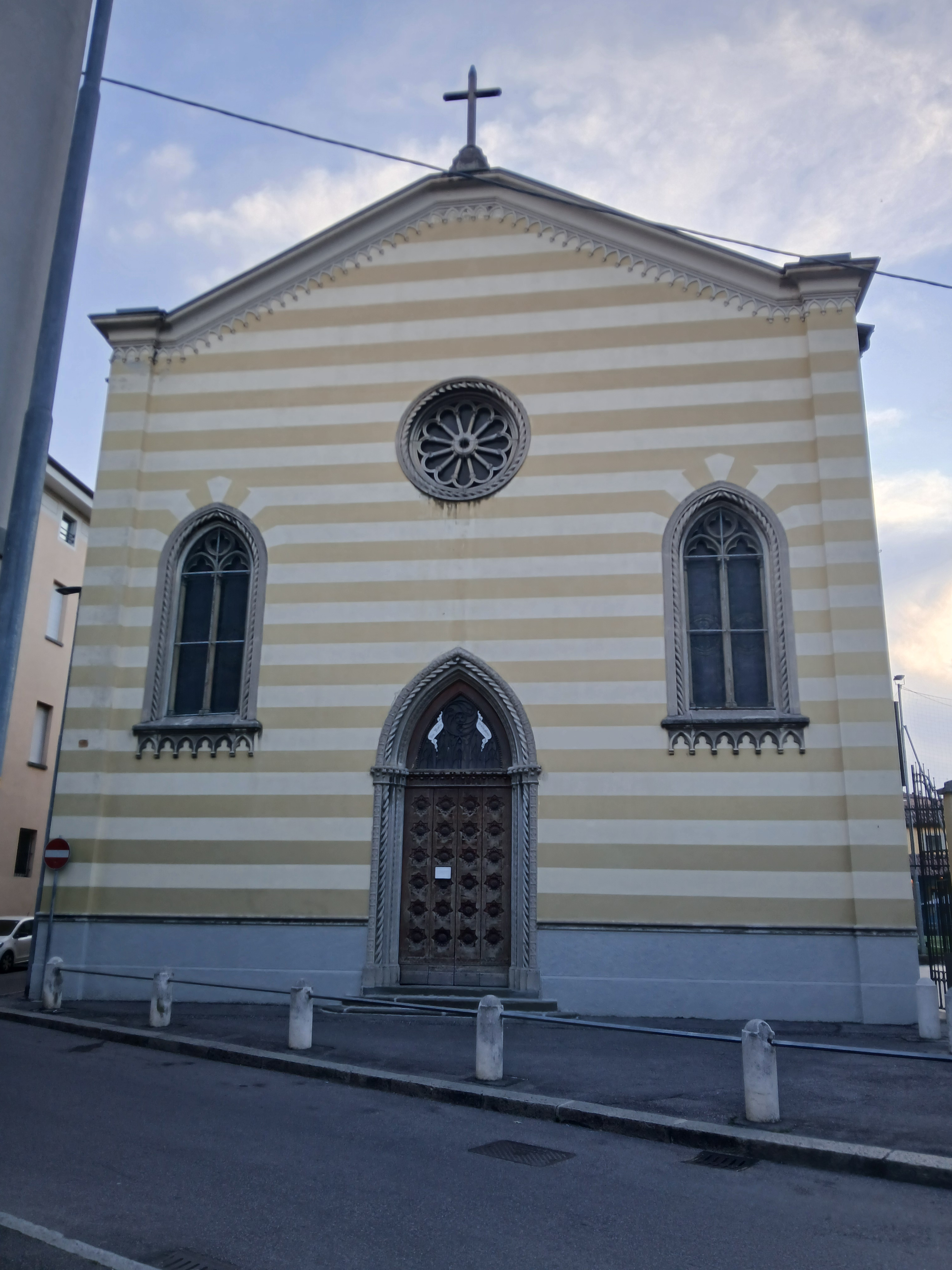
Chiesa dell'Oratorio dell'Immacolata a Bergamo